# Tito Guízar
Federico Arturo Guízar Tolentino, nome d'arte Tito Guízar (ˈtito ˈɣisar), (Guadalajara, 8 aprile 1908 – San Antonio, 24 dicembre 1999), è stato un attore, cantante e tenore messicano naturalizzato statunitense, considerato il primo "eroe" cinematografico del Messico. Incarnò la figura del charro Messicano nel cinema messicano. I suoi cugini erano il compositore Pepe Guízar e l'attrice Susana Guízar. Insieme a Dolores del Río, José Mojica, Ramón Novarro e Lupe Vélez, Guízar è stato tra i pochi messicani che hanno fatto la storia nei primi anni di vita Hollywood.

## Biografia
Suo padre era José María Guízar y Valencia, nativo di Cotija de la Paz, Michoacán, fratello del vescovo Rafael Guízar y Valencia (beatificato da Sua Santità Giovanni Paolo II e canonizzato da S.S. Benedetto XVI). Sua madre, Adela Tolentino de Guízar, grande appassionata, fu quella che iniziò il giovane Tito al gusto per la musica messicana.
Tito Guízar era primo cugino di Pepe Guízar, il famoso compositore di "Guadalajara" e molte altre canzoni.
Nel 1924 suo zio Francisco Tolentino era governatore ad interim dello stato di Jalisco; con i suoi contatti, il politico riuscì a far sì che il nipote sedicenne debuttasse brevemente ma con successo come cantante al teatro Degollado a Guadalajara.

### Carriera
Ebbe come insegnanti famosissimi cantanti messicani e italiani, tra cui il famoso tenore operistico Tito Schipa. Anni dopo, Tito sarebbe arrivato alla Carnegie Hall di New York. Nel film Marina (1945), versione dell'omonima zarzuela e accompagnato dal soprano Amanda Ledesma, Tito dimostrò apprezzabili qualità di tenore lirico.
Alto, elegante, molto educato, attraente, biondo, con gli occhi azzurri, molti lo consideravano la versione messicana di Roy Rogers. Ha recitato in uno dei primi film nazionali che ha superato i confini: Allá en el Rancho Grande, con Esther Fernandez nel ruolo di una giovane donna.
Negli anni trenta la carriera di Guízar decollò a Hollywood. È stato conduttore per sette anni di uno dei primi programmi bilingue della radio americana sulla rete della CBS. A quel tempo recitò in diversi film della Paramount Pictures come protagonista, alternandosi con attori famosi come Bob Hope, W.C. Fields, Virginia Bruce, Dorothy Lamour e Ray Milland. Ma i suoi successi negli Stati Uniti non gli fecero mai dimenticare il suo amato Messico.
In una carriera che ha attraversato oltre settant'anni, Guízar si formò presto come cantante d'opera e si recò a New York nel 1929 per registrare le canzoni di Agustín Lara.
Inoltre Guízar ha eseguito brani popolari sia operistici che messicani alla Carnegie Hall, ma ebbe successo con i suoi arrangiamenti di melodie popolari messicane e spagnole come Cielito Lindo, La Cucaracha, Granada e You Belong to My Heart (versione inglese di Solamente una Vez). Nel 1936, la sua canzone Allá en el Rancho Grande lanciò il cantante charro in Messico dopo essere apparso nel film omonimo, riuscendo bene come negli Stati Uniti.
Guízar ha fatto numerose apparizioni televisive, è stato in tournée in gran parte dei paesi dell'America Latina, ha registrato un numero significativo di canzoni e ha tenuto il suo programma radiofonico a Los Angeles, Tito Guizar y su Guitarra.
Ha continuato la sua carriera in un'età avanzata cantando in arene e nightclub, oltre che recitando in televisione.
Dal 1927 ha registrato diverse centinaia di dischi per varie etichette discografiche come la Columbia, RCA Víctor, Peerles, Olympia e Orfeón Dimsa Okeh. Molte delle sue canzoni sono state scritte da suo cugino, Pepe Guízar, come Pobre Nopal, Chapultepec, Santa (Agustín Lara), Guadalajara, Qué lindo es Michoacán, Allá en el rancho grande, María Elena (Lorenzo Barcelata), Ojos tapatíos, Mujer (Agustín Lara), Tu ventanita, Silencio, Dos rosales, Cariñito, Estrellita, Tipitipitín (María Grever), Aurora; alcune con mariachi Güitrón, altre con l'orchestra del maestro Don Gonzalo "Chalo" Cervera e accompagnato dal virtuoso de "la guitarra que lloraba" ("la chitarra che piangeva", Don Antonio Bribiesca Castellanos, tra gli altri.
Era un tenore dalla tessitura adamantina. Ha anche registrato cinque opere, circa 50 canzoni in inglese, francese e italiano e circa 10.000 in spagnolo. Ha ottenuto innumerevoli riconoscimenti: dischi d'oro, diplomi, targhe e trofei. Possedeva una straordinaria forza fisica e una resistenza unica: in un programma televisivo e ad 80 anni, ha cantato uno dei suoi successi sostenendo un acuto per 18 secondi.
Recitò in dozzine di film, tra i quali The Big Broadcast of 1938 (1938), Tropic Holiday (1938), St. Louis Blues (1939), The Llano Kid (1939), Brazil (1944), and The Gay Ranchero (1948), insieme a star del calibro di Evelyn Keyes, Dorothy Lamour, Ray Milland, Ann Miller, Martha Raye, Roy Rogers, Mae West e Keenan Wynn. In età matura apparve anche in telenovelas e altre serie tv messicane.

### Morte
Mentre si recava negli Stati Uniti, a San Antonio, Texas, il 24 dicembre 1999, nel scendere dall'aereo subì un colpo di freddo a seguito del quale contrasse la polmonite fulminante che concluse la sua vita. Aveva 91 anni. È sepolto nel Panteón Jardín, Città del Messico in Messico.

## Filmografia

### Cinema
- Under the Pampas Moon (1935) .... Cantante de café
- Allá en el Rancho Grande (1936) .... José Francisco Ruelas
- Amapola del camino (1937) .... Antonio Rosales
- El trovador de la radio (1938) .... Mario del Valle
- Mis dos amores (1938) .... Julio Bertolín
- The Big Broadcast of 1938 (1938)
- Tropic Holiday (1938) .... Ramón
- El rancho del pinar (1939) .... Alberto Galindo
- Papá soltero (1939)
- St. Louis Blues (1939) .... Rafael San Ramos
- The Llano Kid (1939) .... The Llano Kid
- Allá en el Trópico (1940) .... José Juan García
- De México llegó el amor (1940)
- Blondie Goes Latin (1941) .... Manuel Rodríguez
- ¡Qué lindo es Michoacán! (1943)
- Beautiful Michoacán (1943)
- Adiós, mariquita linda (1944)
- Amores de ayer (1944)
- Brazil (1944) .... Miguel Soares
- ¡Como México no hay dos! (1945)
- Marina (1945)
- Mexicana (1945) .... 'Pepe' Villarreal
- The Thrill of Brazil (1946) .... Tito Guizar
- On the Old Spanish Trail (1947) .... Rico/The Gypsy
- El gallero (1948) .... Gabriel
- En los altos de Jalisco (1948)
- The Gay Ranchero (1948) .... Nicci López
- Tropical Masquerade (1948) .... Fernando/Julio (Dos personajes)
- Ahí viene Vidal Tenorio (1949)
- De Tequila, su mezcal (1950)
- De ranchero a empresario (1954)
- Sindicato de telemirones (1954)
- El pecado de ser mujer (1955)
- El plagiario (1955)
- Los hijos de Rancho Grande (1956)
- Locos por la televisión (1958)
- Locura musical (1958)
- Music and Money (1958)
- Música en la noche (1958)
- Música y dinero (1958)
- The Time and the Touch (1962) .... Max
- Allá en el rancho de las flores (1983)
- Reclusorio (1997) .... Tito Iriarte

### Televisione
- The Chevy Show (1960)
- El jugador de Ugo Betti (1967)
- Il segreto (De pura sangre) (1985-1986)
- Marimar (1994)
- Bajo un mismo rostro (1995)
- María la del Barrio (1995-1996)
- Mujer, casos de la vida real (1997)
- La usurpadora (1998)
- Libera di amare; altro titolo: Il privilegio di amare (El privilegio de amar) (1998-1999)
- Derbez en cuando (1999)